# Waynesville (Észak-Karolina)
Waynesville település az Amerikai Egyesült Államok Észak-Karolina államában, Haywood megyében, melynek megyeszékhelye is. Lakosainak száma 10 140 fő (2020. április 1.).

## Népesség
A település népességének változása:

| 2010 | 9 869  |
| 2020 | 10 140 |